# Tonaudia tonaudia
Tonaudia tonaudia ist eine Art der Spulwürmer und einziger Vertreter der Gattung Tonaudia. Er ist ein Parasit bei Meeresschildkröten und Haien.

## Merkmale
Die Gattung folgt dem Aufbau der Kathlaniinae. Die Mundhöhle ist im Querschnitt sechseckig. Die Erweiterung des vorderen Endes des Ösophagus (Ösophastom) trägt Zähne gleicher Größe. Die Spicula und das Gubernaculum sind einfach gebaut.